# Guillaume de Rocquigny-Adanson
Guillaume-Charles de Rocquigny du Fayel, dit Rocquigny-Adanson, né le 14 janvier 1852 à Vieil-Hesdin et décédé le 19 août 1904 aux Sables-d'Olonne, est un militaire, mathématicien et naturaliste français. Officier, il se consacre à des travaux météorologiques et arithmétiques.

## Publications
- G. De Rocquigny-Adanson, « Les Orages au parc de Baleine en 1888 », Cosmos, Paris, France,‎ 1890, p. 316-318 (lire en ligne).
- G. De Rocquigny-Adanson, « Cristaux de neige, étoiles de glace et de grésil, observations faites au parc de Baleine », Ciel et Terre, vol. 13,‎ 1892, p. 8-10 (Bibcode 1893C&T....13....8D, lire en ligne [PDF]).
- G. de Rocquigny-Adanson, Les Nombres triangulaires, note suivie de diverses questions sur ces nombres, Moulins, France, E. Auclaire, 1896, 32 p.
- G. De Rocquigny-Adanson, « Le départ des hirondelles », Ciel et Terre, vol. 17,‎ 1897, p. 628-634 (Bibcode 1897C&T....17..628D, lire en ligne [PDF]).
- G. De Rocquigny-Adanson, « Altitude d'habitat de "Saturnia pyri" Schiff », Feuille des jeunes naturalistes, Paris, France, vol. XXVIII,‎ 1898, p. 103-105.
- G. De Rocquigny-Adanson, « Propositions sur les progressions arithmétiques. », Mathesis, vol. 18,‎ 1898, p. 57-60.
- G. de Rocquigny-Adanson, Questions d'arithmologie, Impr. de E. Auclaire, 1900, 54 p. (ASIN B001BTD5H4).
- G. De Rocquigny-Adanson, « Géonémie de Saturnia Pyri Schiff : Limite septentrionale de son extension en Suisse », Feuille des jeunes naturalistes, Rennes, France, vol. XXXe,‎ 1900, p. 140-144.
- G. De Rocquigny-Adanson, « Géonémie de Papilio podalirius L. : Limite  septentrionale  de son extension en France et en Belgique », Feuille des jeunes naturalistes, no 393,‎ 1er juillet 1903, p. 164-165.
- G. de Rocquigny-Adanson, Théorèmes sur les progressions arithmétiques. Notes d'arithmologie. Propositions de la théorie des nombres, Moulins, France, E. Auclaire, 1903, 32 p.

## Sources
- « A Dictionary of Entomology », 2011 ;
- « Mémoires du Muséum national d'histoire naturelle : zoologie, volumes 1 à 4 », 1950 ;